# Михаил Иванов (революционер)
Вижте пояснителната страница за други личности с името Михаил Иванов.
Михаил (Мише) Иванов е български революционер, деец на Вътрешната македоно-одринска революционна организация.

## Биография
Михаил Иванов е роден в 1872 година в щипското село Кнеже, което тогава в Османската империя, днес в Северна Македония. Влиза във ВМОРО и става войвода на организацията.
При избухването на Балканската война в 1912 година е доброволец в Македоно-одринското опълчение и служи във 2 рота на 3 солунска дружина. В хода на войната е назначен за войвода на разузнавателна чета, която действа в Кешанско. Носител е на орден За храброст IV степен.